# 록소스셀리즈증
록소스셀리즈증(loxoscelism)이란 갈색 은둔거미에 물림으로 나타날 수 있는 질병 및 해당 병의 증상을 말한다. 록소스셀리즈증이 발병하면 교상을 입은 곳 주변 피부에서 동통성의 홍반성 수포가 일어나 얕은 수준의 열린 상처가 생기며, 환부 주변 피부에서 괴사가 진행되어 괴저성 가피 형성이 일어나 색이 어두워진다. 록소스셀리즈증에 효과적인 치료법은 알려져 있지 않지만 항생제 및 백신에 대한 연구가 진행 중이다. 록소스셀리즈증과 유사한 증상을 나타내는 질병이 많아 오진되는 경우가 많다.